# Turbonilla pocahontasae
Turbonilla pocahontasae är en snäckart som beskrevs av J. B. Henderson och Bartsch 1914. Turbonilla pocahontasae ingår i släktet Turbonilla och familjen Pyramidellidae. Inga underarter finns listade i Catalogue of Life.